# UCI Oceania Tour 2005
L'UCI Oceania Tour 2005 fu la prima edizione dell'UCI Oceania Tour, uno dei cinque circuiti continentali di ciclismo dell'Unione Ciclistica Internazionale. Era composto da due corse che si svolsero entrambe nel gennaio 2005 in Australia e Nuova Zelanda.

## Calendario

### Gennaio
| Data  | Prova              | Cat. | Vincitore         | Squadra               |
| ----- | ------------------ | ---- | ----------------- | --------------------- |
| 18-23 | Tour Down Under    | 2.HC | Luis León Sánchez | Liberty Seguros-Würth |
| 26-30 | Tour of Wellington | 2.2  | Matthew Lloyd     | Australia-Jayco       |

## Classifiche
Risultati finali.
| Pos. | Corridore        | Squadra       | Punti |
| ---- | ---------------- | ------------- | ----- |
| 1    | Robert McLachlan | MG XPower     | 85    |
| 2    | William Walker   | Rabobank C.   | 70    |
| 3    | Peter Latham     |               | 62    |
| 4    | Matthew Lloyd    |               | 61    |
| 5    | Paride Grillo    | Cer. Panaria  | 42    |
| 6    | Paul Crake       | Corratec Graz | 40    |
| 7    | Fraser MacMaster | Volksbank     | 37    |
| 8    | David McPartland | Tenax         | 34    |
| 9    | Simon Gerrans    | AG2R Prév.    | 29    |
| 10   | Chris Sutton     | Cofidis       | 25    |

| Pos. | Squadra                         | Punti |
| ---- | ------------------------------- | ----- |
| 1    | MG XPower-Bigpond               | 105   |
| 2    | Rabobank Continental Team       | 70    |
| 3    | Ceramica Panaria-Navigare       | 61    |
| 4    | AG2R Prévoyance                 | 50    |
| 5    | Corratec Graz Cycle             | 40    |
| 6    | Volksbank Leingruber-Ideal      | 37    |
| 7    | Tenax-Nobili Rubinetterie       | 34    |
| 8    | Navigators Insurance Cycling T. | 28    |
| 9    | Cofidis                         | 25    |
| 10   | Kodak Easyshare Gallery         | 20    |

| Pos. | Nazione       | Punti   |
| ---- | ------------- | ------- |
| 1    | Australia     | 1 381,2 |
| 2    | Nuova Zelanda | 407     |